# Wolkramshausen
Wolkramshausen is een plaats en voormalige gemeente in de Duitse deelstaat Thüringen, en maakt deel uit van de Landkreis Nordhausen.
Wolkramshausen telt  inwoners. Wolkramshausen heeft een station aan de spoorlijn Halle - Hann. Münden.
De gemeente maakte deel uit van Verwaltungsgemeinschaft Hainleite tot deze op 1 januari 2019 werd opgeheven. Wolkramshausen werd daarop opgenomen in de gemeente Bleicherode, evenals de kern Wernrode, die deel uitmaakten van de gemeente.

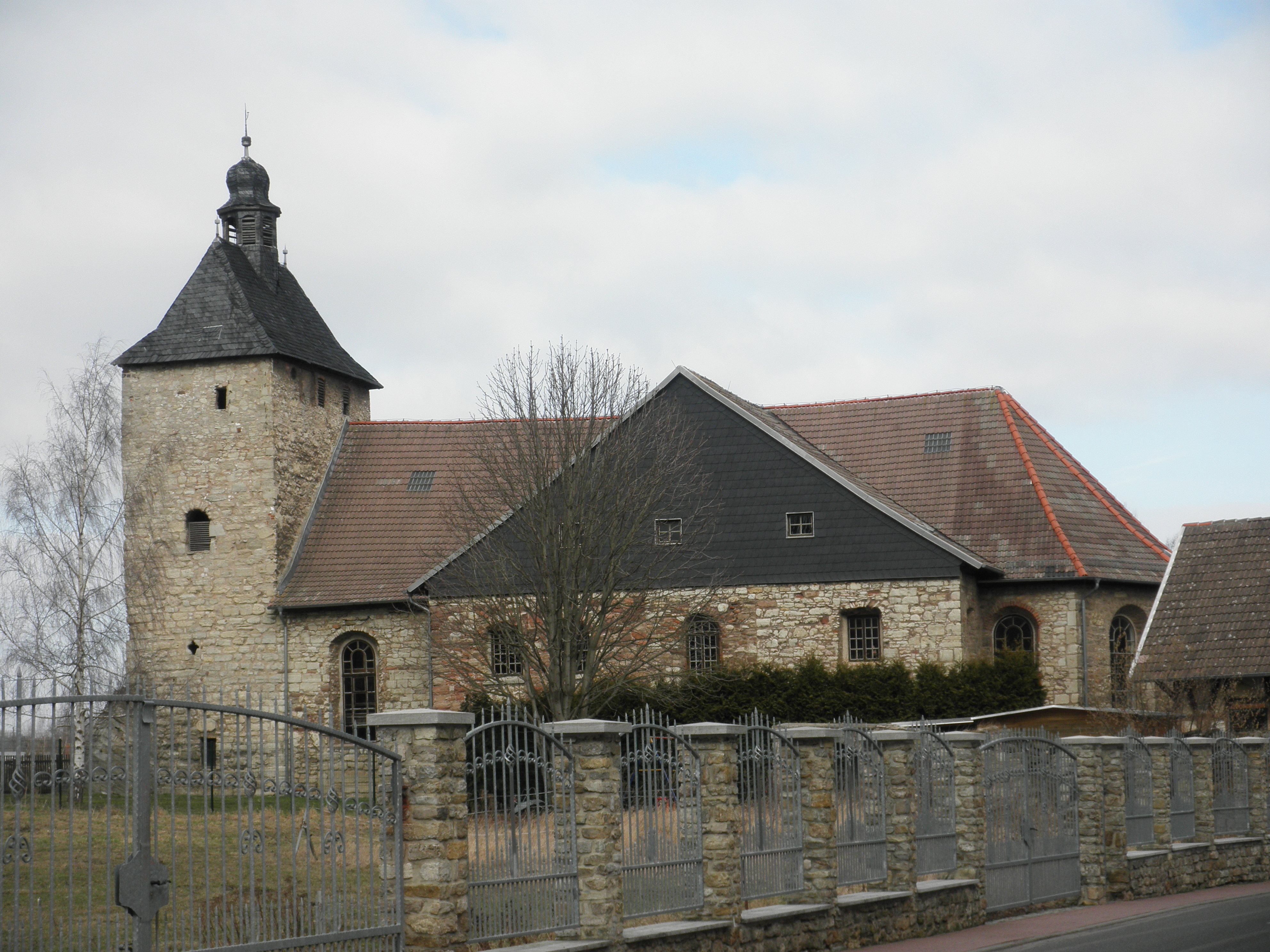
Dorpskerk van Wolkramshausen

Bleicherode · Bliedungen · Elende · Etzelsrode · Friedrichsthal · Gratzungen · Hainrode · Helenenhof · Hünstein · Kinderode · Kleinbodungen · Königsthal · Kraja · Mitteldorf · Mörbach · Nohra · Oberdorf · Obergebra · Pustleben · Wernrode · Wipperdorf · Wollersleben · Wolkramshausen